# Liste von Uhrtürmen in Nordmazedonien
Die folgende Liste stellt die Uhrtürme in Nordmazedonien dar.
Uhrturm ist die Bezeichnung für einen Turm, der eine große, von weitem lesbare Turmuhr trägt. In Nordmazedonien werden die unter osmanischer Herrschaft errichteten Uhrtürme oft auch als Sahat-Kula (türkisch für Uhrturm) bezeichnet. Die Liste erhebt keinen Anspruch auf Vollständigkeit.
| Name                     | Bild | Ort            | Region     | Bauzeit                          | Zustand                                               |
| ------------------------ | ---- | -------------- | ---------- | -------------------------------- | ----------------------------------------------------- |
| Uhrturm von Bitola       |      | Bitola         | Pelagonien | 16. Jahrhundert oder 1830        | erhalten                                              |
| Uhrturm von Gostivar     |      | Gostivar       | Polog      | 1728/29                          | erhalten                                              |
| Uhrturm von Kičevo       |      | Kičevo/Kërçova | Südwesten  | 1741                             | nicht erhalten, 1938 durch serbische Truppen zerstört |
| Uhrturm von Ohrid        |      | Ohrid          | Südwesten  | 1726                             | erhalten                                              |
| Uhrturm von Prilep       |      | Prilep         | Pelagonien | 1825/26                          | erhalten                                              |
| Uhrturm von Skopje       |      | Skopje/Shkup   | Skopje     | 1566 bis 1573                    | erhalten                                              |
| Uhrturm von Sveti Nikole |      | Sveti Nikole   | Vardar     | 18. Jahrhundert, 1902/03 Uhrwerk | erhalten                                              |
| Uhrturm von Tetovo       |      | Tetovo/Tetova  | Polog      | um 1608                          | nicht erhalten, 1933 abgerissen                       |
| Uhrturm von Veles        |      | Veles          | Vardar     | 18. Jahrhundert                  | erhalten                                              |

## Quelle
- Uhrtürme Mazedoniens von Vera Gavrovska Bojčevska in: Национален конзерваторски  центар (Nacionalen konzervatorski centar) vom Jahr 2008 (mazedonisch-kyrillisch, PDF-Datei; 273 KB), zuletzt abgerufen am 12. Februar 2012